# Installation de Vigeland

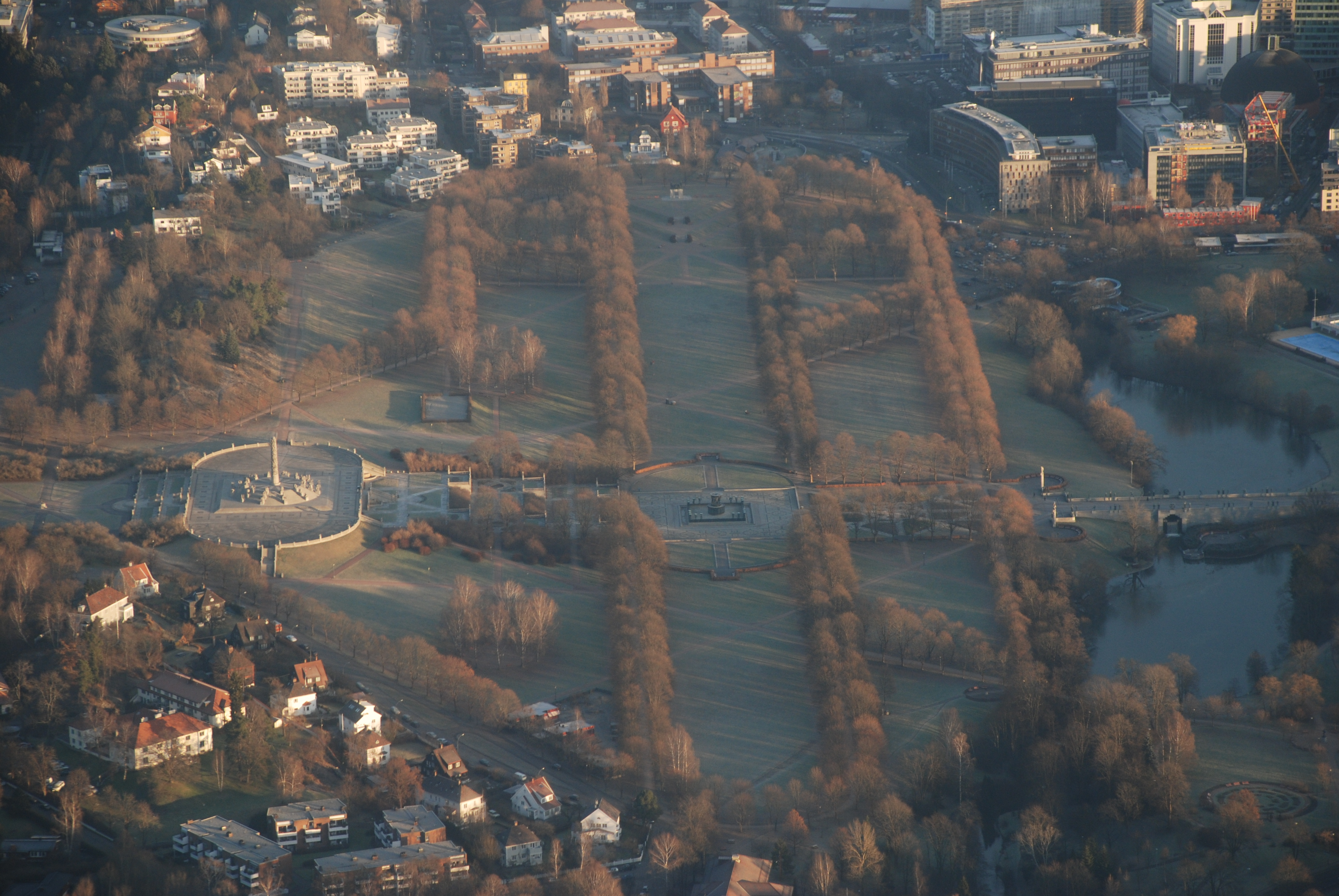
Vue aérienne du parc Frogner et l'installation Vigeland.

Ne doit pas être confondu avec Musée Vigeland.
L'installation de Vigeland (en norvégien : Vigelandsanlegget), à l'origine appelée l'installation de Tørtberg, est située dans le centre du Frognerparken, à Oslo. Il s'agit d'un arrangement de 212 sculptures construites par Gustav Vigeland, à proximité du musée consacré à ce dernier.

## Dénomination
L'installation de Vigeland à Frogner Park est parfois appelé le parc de Vigeland mais ce nom n'a pas de statut officiel et n'est pas couramment utilisé à Oslo, d'autant plus le monument se situe lui-même dans un parc public. Ce nom se trouve cependant même sur le site officiel du musée.

## Aménagement

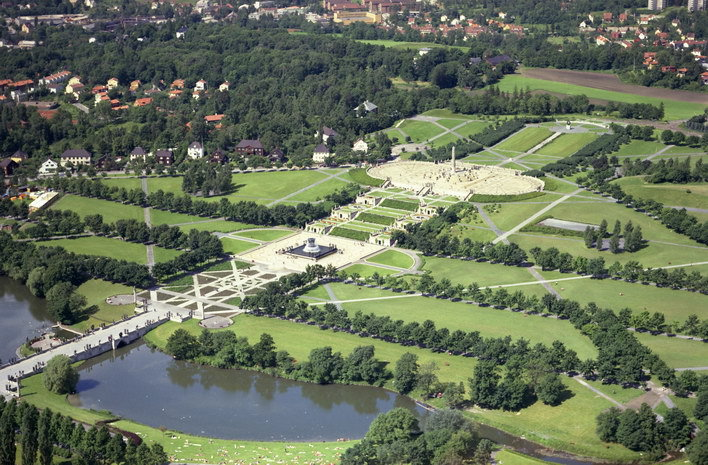
Le parc Frogner avec la composition sculpturale au centre.

La zone de sculptures s'étend sur 320 hectares et comprend 212 statues en bronze et en granit, toutes conçues par Gustav Vigeland. Le portail principal, en granit et en fer forgé, sert d'entrée est au parc. De là, un axe long de 850 mètres mène à l'ouest à travers le pont jusqu'à la fontaine et le monolithe, se terminant par la roue de la vie. Financé par une banque norvégienne, il a été conçu en 1926, remanié dans les années 1930 et érigé en 1942.

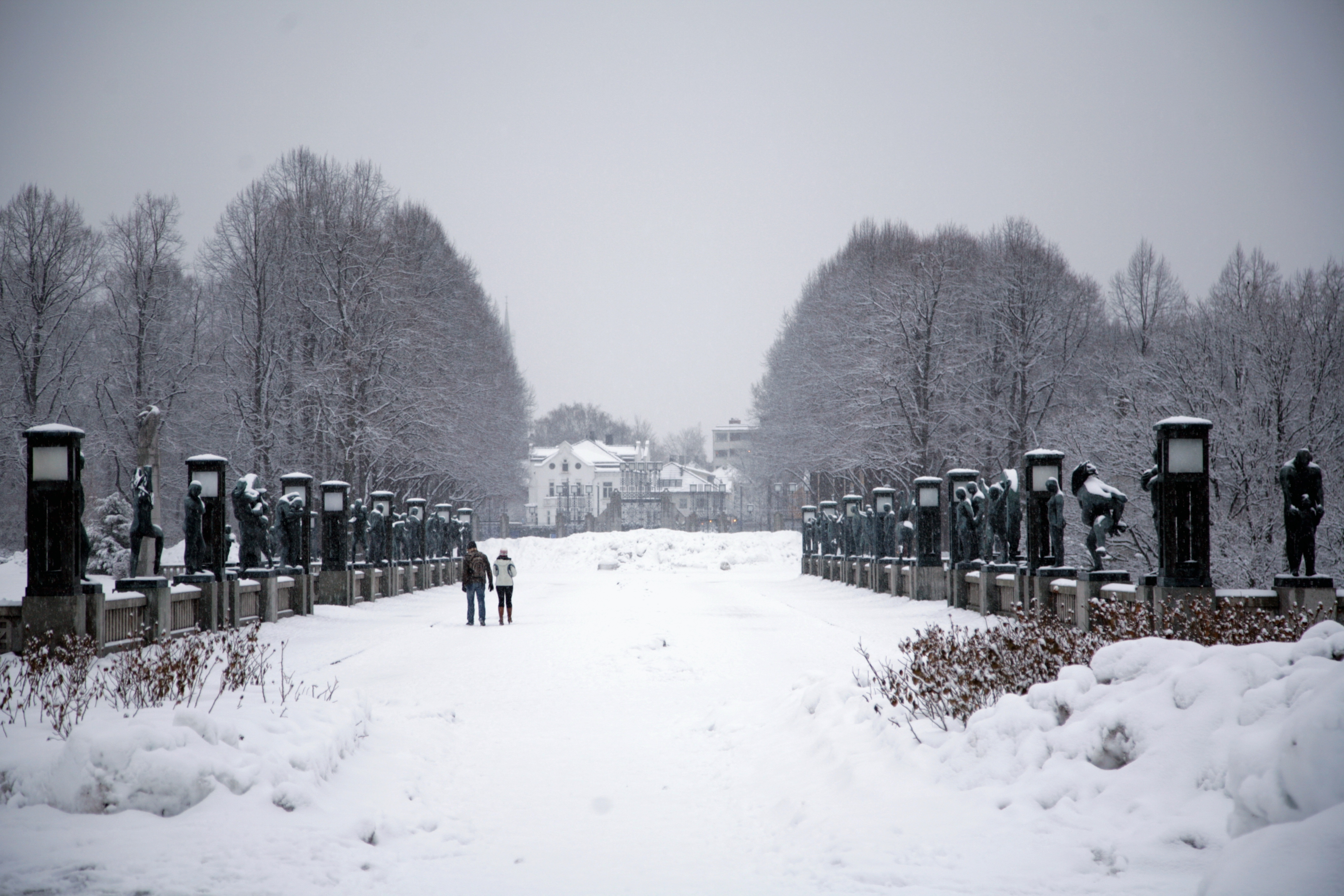
Le pont en hiver.

Le pont a été la première partie à être ouverte au public, en 1940. Il forme une connexion de 100 mètres de long et de 15 mètres de large entre la porte principale et la fontaine, bordée de 58 sculptures, y compris l'une des statues les plus populaires du parc, le Sinnataggen (le Garçon en colère). Les visiteurs pouvaient profiter des sculptures alors que la plus grande partie du parc était encore en construction. Au bout du pont se trouve le Terrain de jeu d'enfants, une collection de huit statues de bronze montrant des enfants en train de jouer.

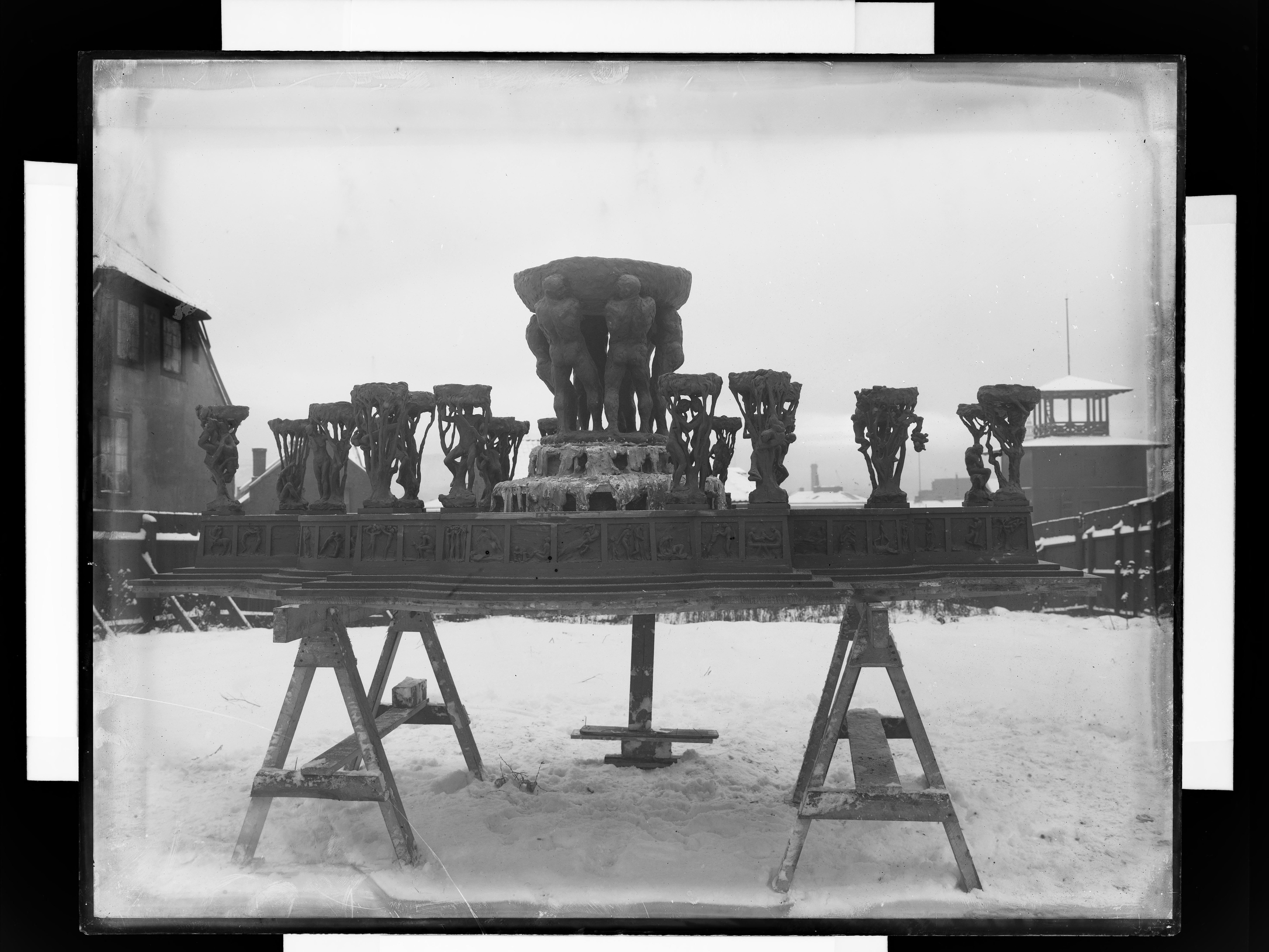
Maquette de la fontaine, réalisée entre 1903 et 1930.

Conçue à l'origine pour être posée à Eidsvoll en face du Parlement norvégien, la fontaine en bronze (Fontenen) est ornée de 60 reliefs individuels et entourée d'une mosaïque de granit noir et blanc de 1800 mètres carrés.
Le plateau abrite 36 groupes de figures reposant sur l'élévation, représentant le cercle de la vie. L'accès au plateau se fait par huit portes en fer forgé figurant des figures humaines. Les portes ont été conçues entre 1933 et 1937 et érigées peu de temps après la mort de Vigeland en 1943.

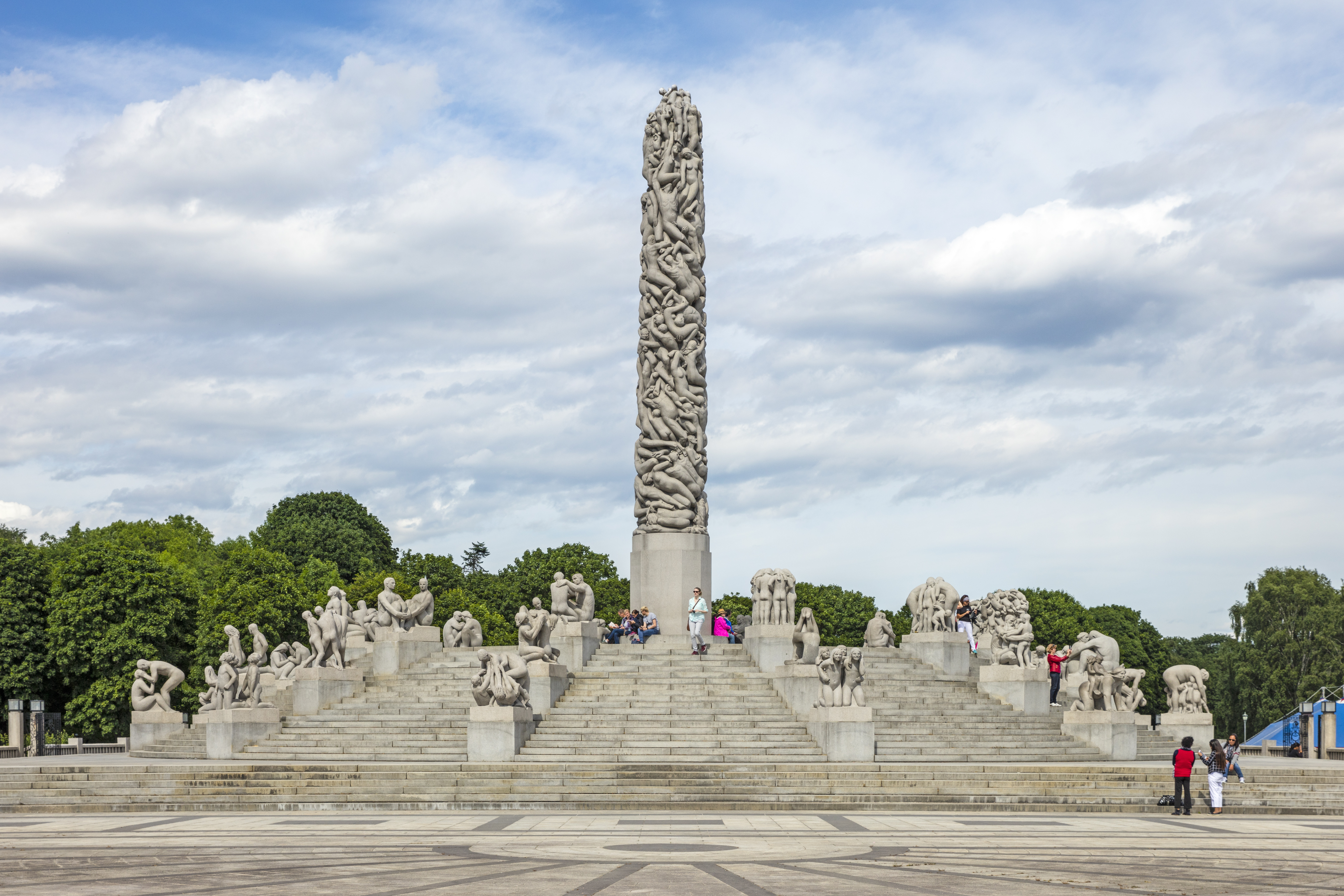
Le monolithe sculpté de 14 mètres.

Au point culminant de ce plateau et du parc se trouve un véritable monolithe de 14 mètres, composé de 121 figures humaines. Fabriqué à partir d'un seul morceau de pierre, il fut réalisé dans un hangar à l'aide d'un modèle en plâtre et la collaboration de trois artisans, avant d'être monté au public en 1944.
Au bout de l'axe de l'installation se trouve un cadran solaire, forgé en 1930, et enfin la sculpture en pierre de la Roue de la vie, réalisée en 1933-1934. La roue représente quatre adultes, un enfant et un bébé (le bébé et l'enfant sont sur les côtés opposés).
Le dernier ajout au parc est une statue intitulée Surpris (Overrasket). Initialement terminé en plâtre en 1942, quelques mois seulement avant que le modèle, le réfugié autrichien Ruth Maier, fut déporté à Auschwitz et tué, un moulage en bronze fait en 2002 est maintenant exposé

## Les sculptures du pont

### Sur le parapet droit
Sur le parapet droit, en venant de l'entrée principale du parc, dans l'ordre, on retrouve :
| Ordre | Image | Titre                                              |
| ----- | ----- | -------------------------------------------------- |
| 1.    |       | Jeune garçon avec un bébé sur la tête              |
| 2.    |       | Homme portant deux bébés                           |
| 3.    |       | Homme faisant tournoyer un petit garçon            |
| 4.    |       | Jeune femme avec un bébé dans les bras             |
| 5.    |       | Deux adolescentes l'une derrière l'autre           |
| 6.    |       | Homme courant avec un jeune garçon sur le dos      |
| 7.    |       | Fillette tournée contre une femme                  |
| 8.    |       | Adolescente, les mains sur la tête                 |
| 9.    |       | Homme faisant sauter une fillette                  |
| 10.   |       | Jeune homme, les mains derrière le dos             |
| 11.   |       | Homme, les bras croisés sur la poitrine            |
| 12.   |       | Vieil homme frappant un adolescent                 |
| 13.   |       | Femme, les mains croisées devant la bouche         |
| 14.   |       | Veil homme et jeune homme                          |
| 15.   |       | Homme soulevant une femme devant lui               |
| 16.   |       | Femme debout derrière un homme                     |
| 17.   |       | Petite fille riant                                 |
| 18.   |       | Homme et femme à l'intérieur d'un anneau           |
| 19.   |       | Petit garçon regardant de côté                     |
| 20.   |       | Homme debout derrière une femme                    |
| 21.   |       | Homme courant avec une femme dans les bras         |
| 22.   |       | Jeune fille, les poings serrés                     |
| 23.   |       | Jeune femme, la tête inclinée sur la gauche        |
| 24.   |       | Jeune femme dansant                                |
| 25.   |       | Homme, les mains croisées derrière la nuque        |
| 26.   |       | Homme portant par les pieds un petit garçon debout |
| 27.   |       | Homme jouant avec quatre enfants (génies)          |
| 28.   |       | Vieil homme se promenant avec un petit garçon      |
| 29.   |       | Homme, les deux poings sur la poitrine             |

### Sur le parapet gauche
Sur le parapet gauche, en venant de l'entrée principale du parc, dans l'ordre, on retrouve :
| Ordre | Image | Titre                                        |
| ----- | ----- | -------------------------------------------- |
| 30.   |       | Fillette avec un bébé au-dessus de la tête   |
| 31.   |       | Jeune femme avec un bébé dans les bras       |
| 32.   |       | Femme soulevant un bébé devant elle          |
| 33.   |       | Petite fille debout derrière une femme       |
| 34.   |       | Deux jeunes garçons regardant en l'air       |
| 35.   |       | Femme portant une enfant endormie            |
| 36.   |       | Fillette debout devant une femme             |
| 37.   |       | Jeune femme, les mains sur ses hanches       |
| 38.   |       | Deux jeunes garçons courant                  |
| 39.   |       | Homme, les poings sur les hanches            |
| 40.   |       | Jeune homme, les bras pendants               |
| 41.   |       | Homme et femme dansant                       |
| 42.   |       | Jeune femme, les mains derrière le dos       |
| 43.   |       | Femme, les bras pendants                     |
| 44.   |       | Homme projetant une femme par-dessus sa tête |
| 45.   |       | Homme et femme l'un contre l'autre           |
| 46.   |       | Petit garçon fâché et pleurant (Sinnataggen) |
| 47.   |       | Homme à l'intérieur d'un anneau              |
| 48.   |       | Petite fille, les bras écartés               |
| 49.   |       | Homme debout derrière une femme              |
| 50.   |       | Homme courant                                |
| 51.   |       | Femme, les bras au-dessus de la tête         |
| 52.   |       | Femme riant                                  |
| 53.   |       | Femme s'élançant sur un homme                |
| 54.   |       | Homme avec un bébé dans les bras             |
| 55.   |       | Petit garçon debout sur les pieds d'un homme |
| 56.   |       | Homme soulevant un vieillard                 |
| 57.   |       | Vieil homme, un petit garçon sur le dos      |
| 58.   |       | Homme regardant sur la droite                |

## Galeries

### Quelques sculptures du pont

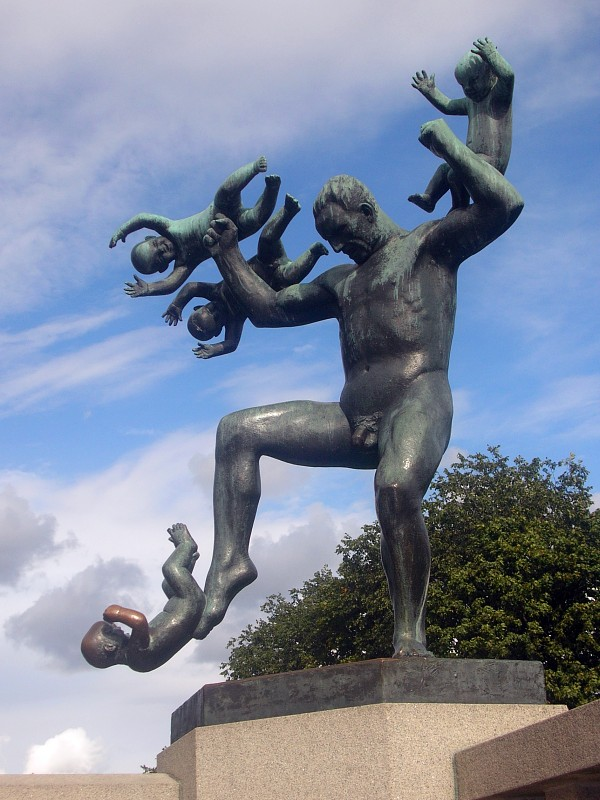
Homme jouant avec 4 enfants.
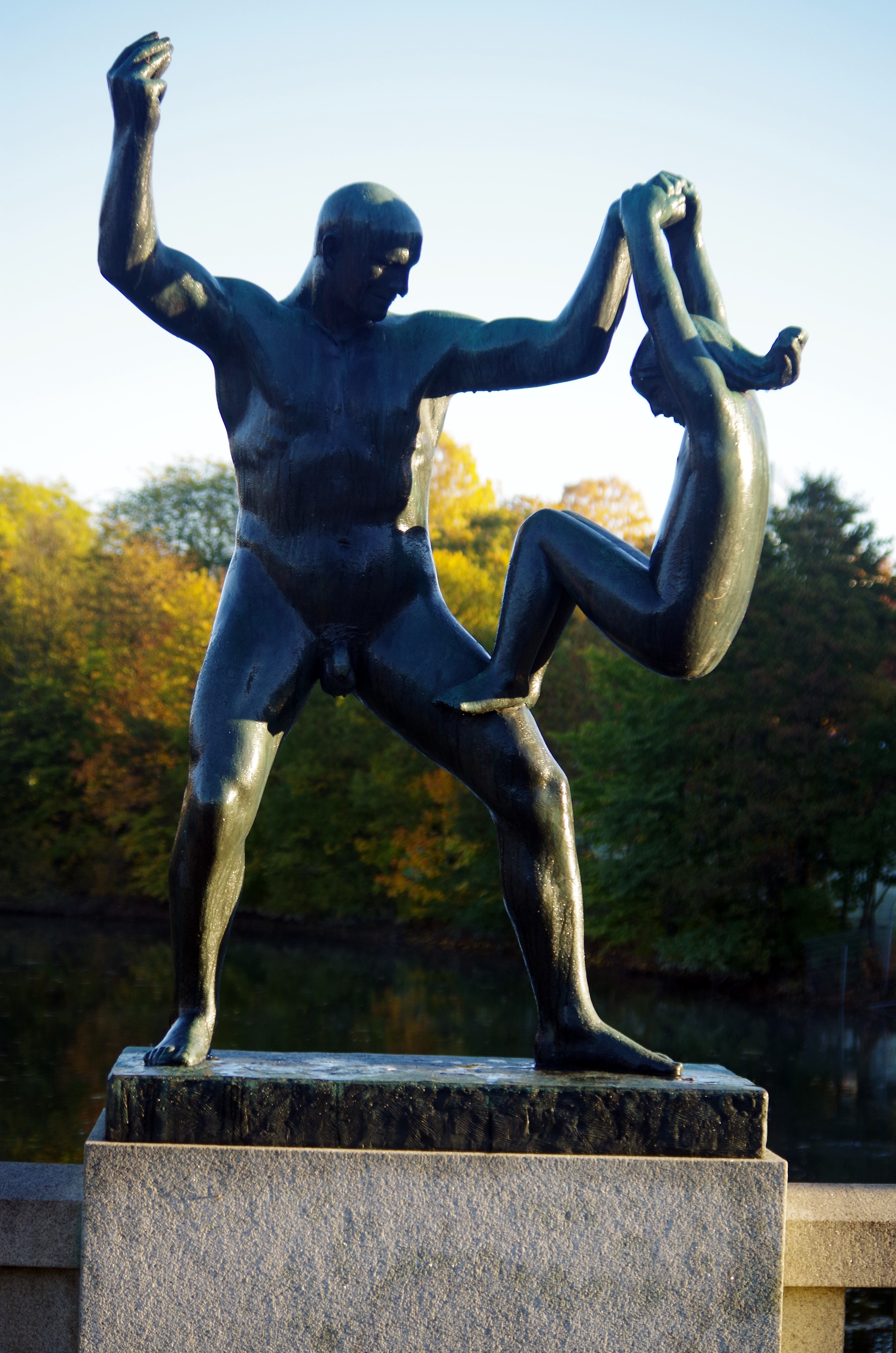
Homme faisant sauter une fillette.
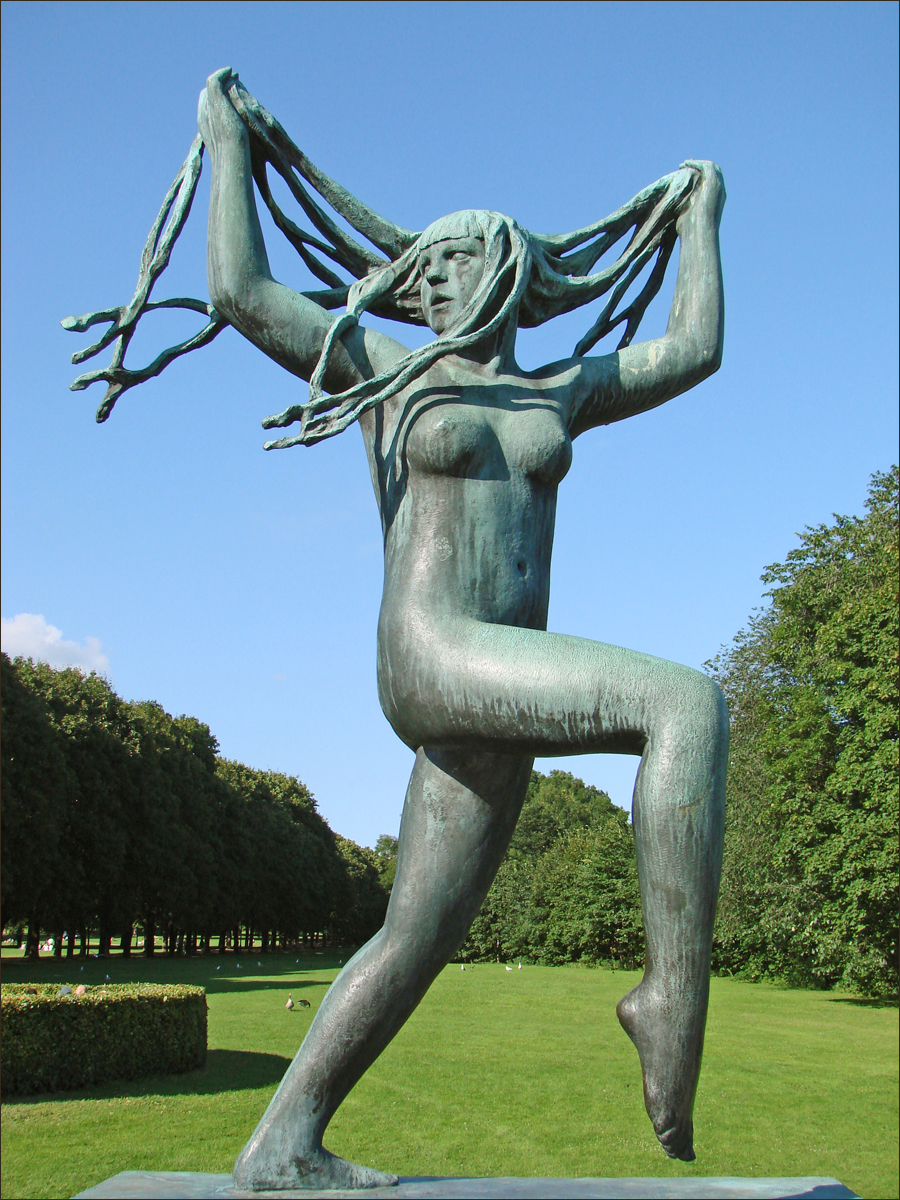
Jeune femme dansant.
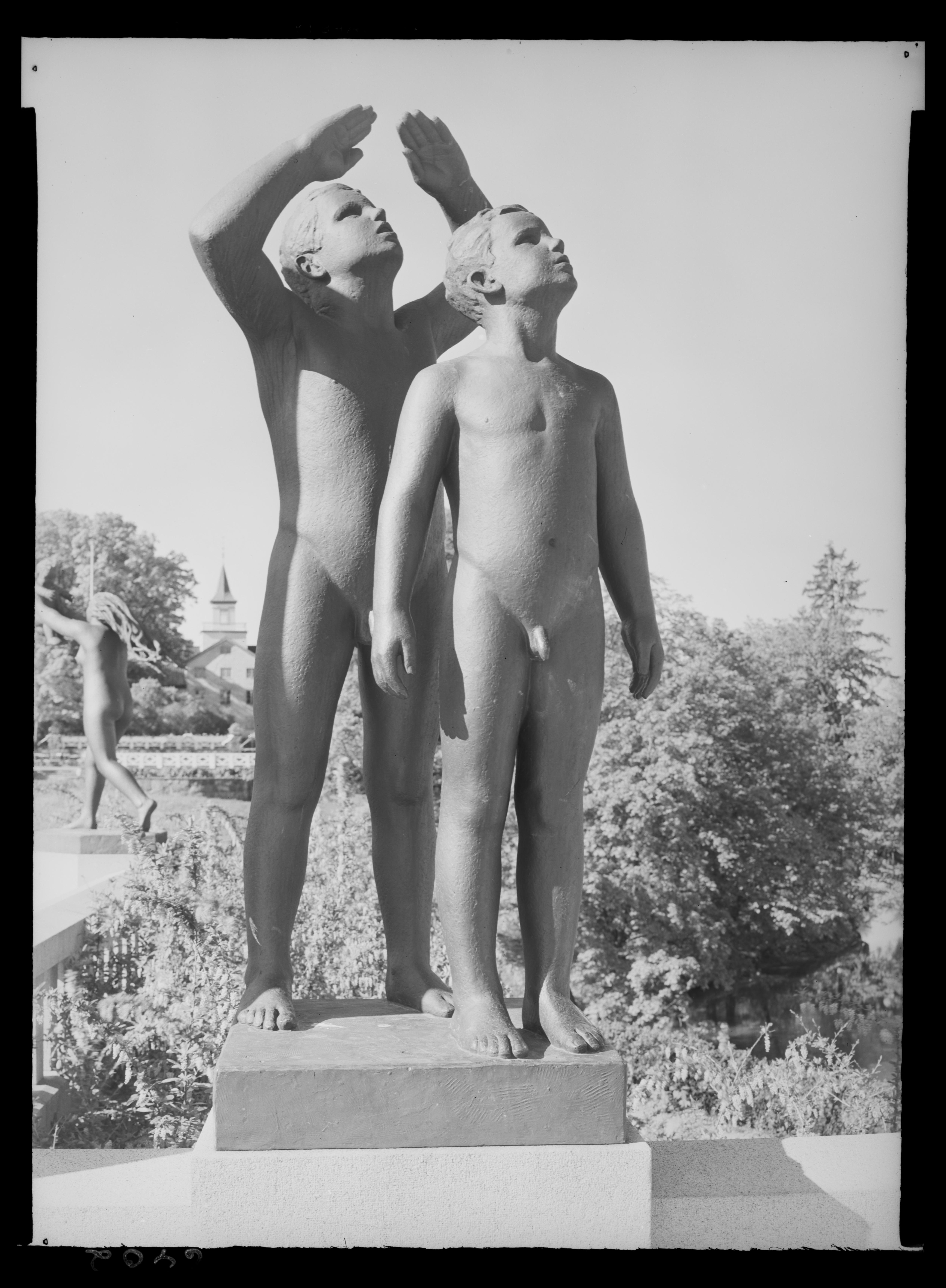
Deux jeunes garçon regardant en l'air.
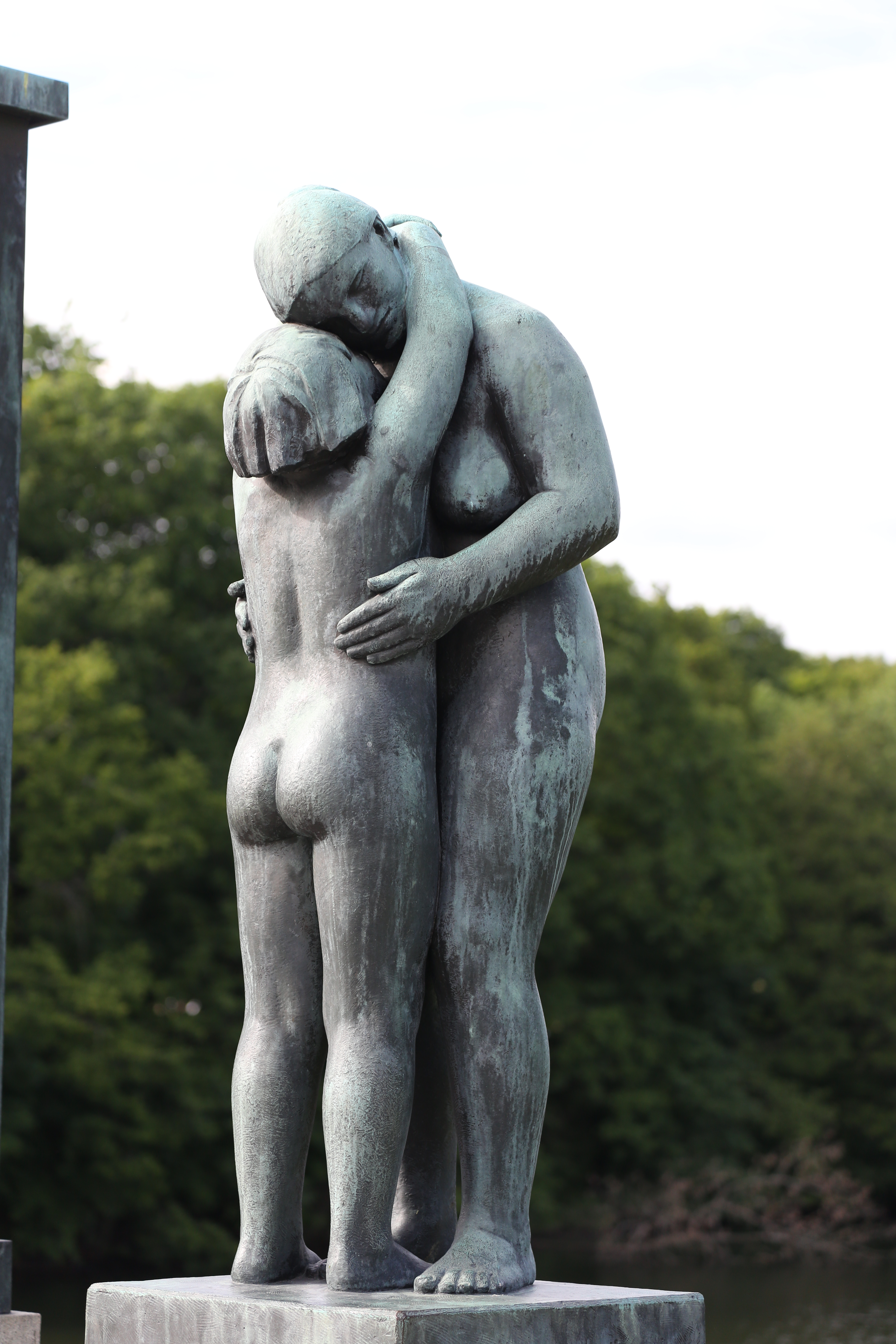
Fillette debout devant une femme.
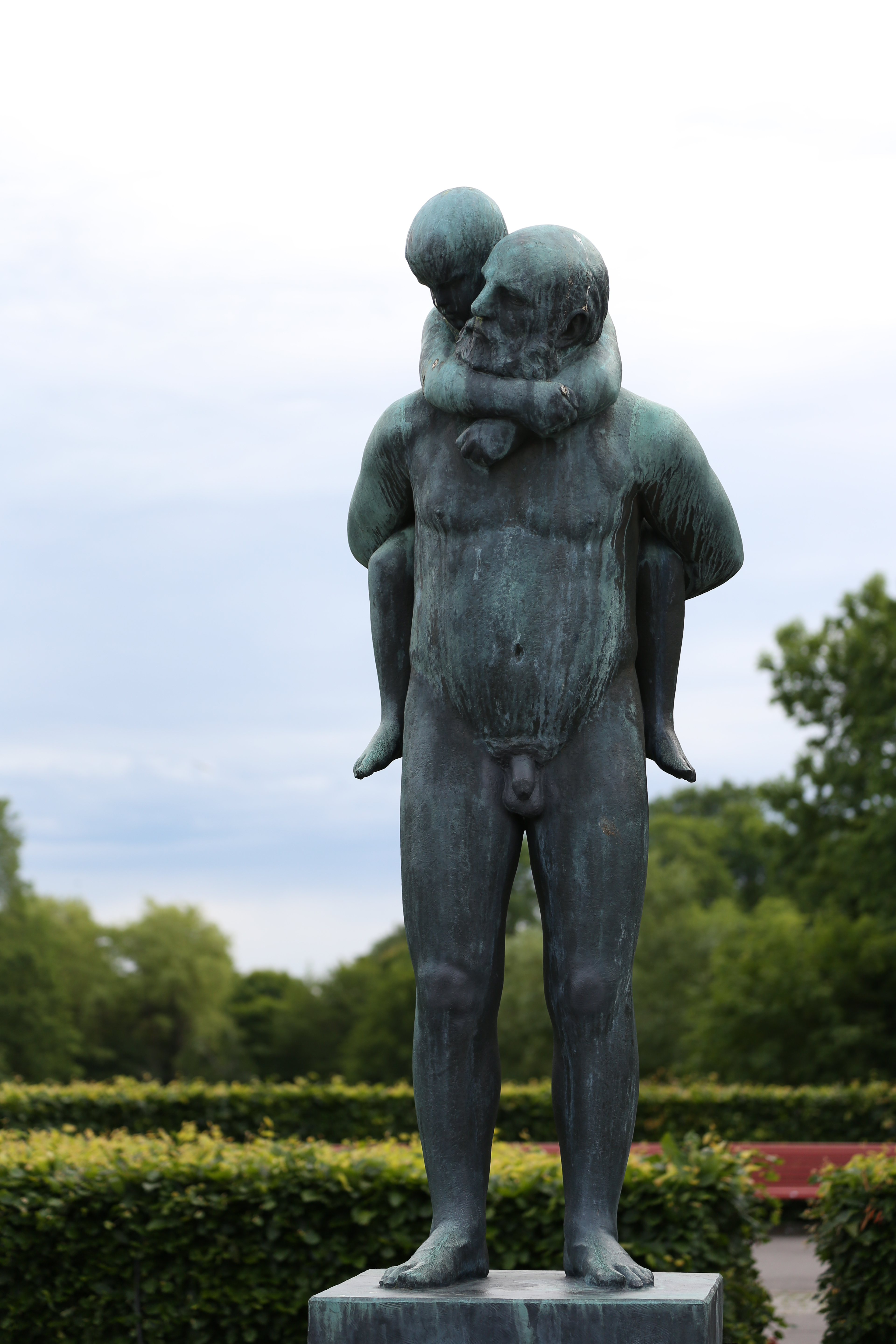
Vieil homme, un petit garçon sur le dose.
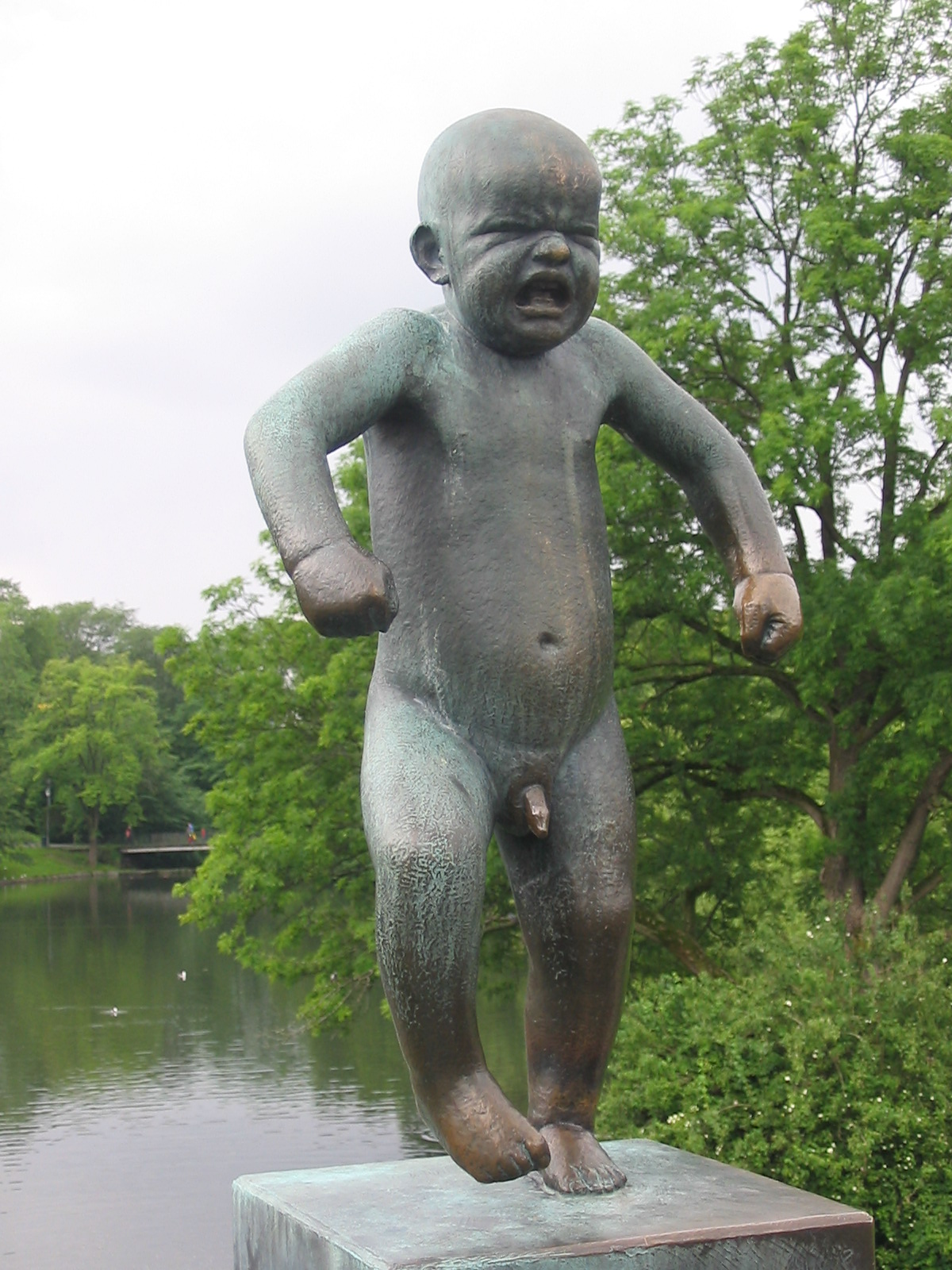
Petit garçon fâché et pleurant.

### Quelques sculptures de la fontaine

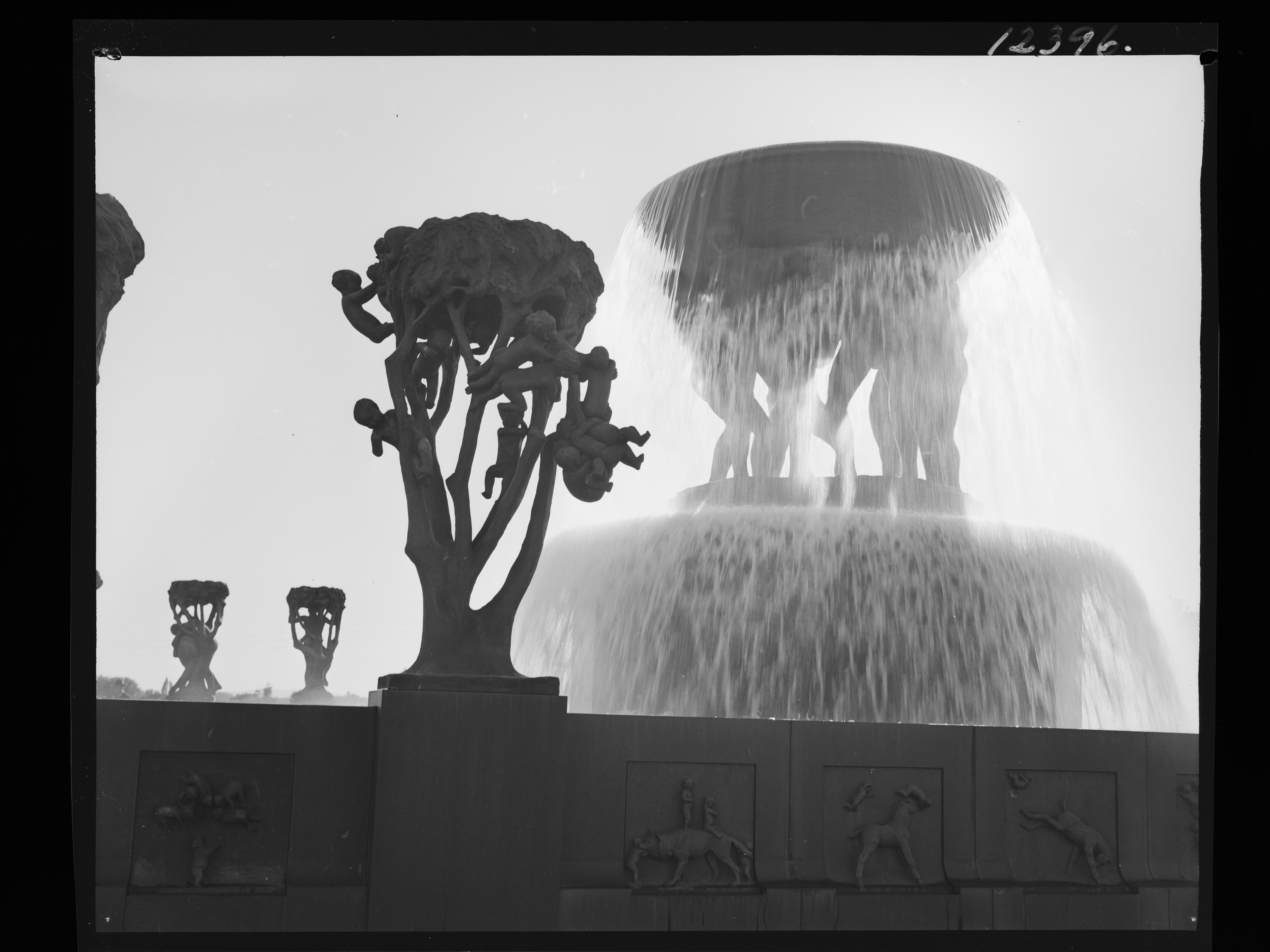
La fontaine.
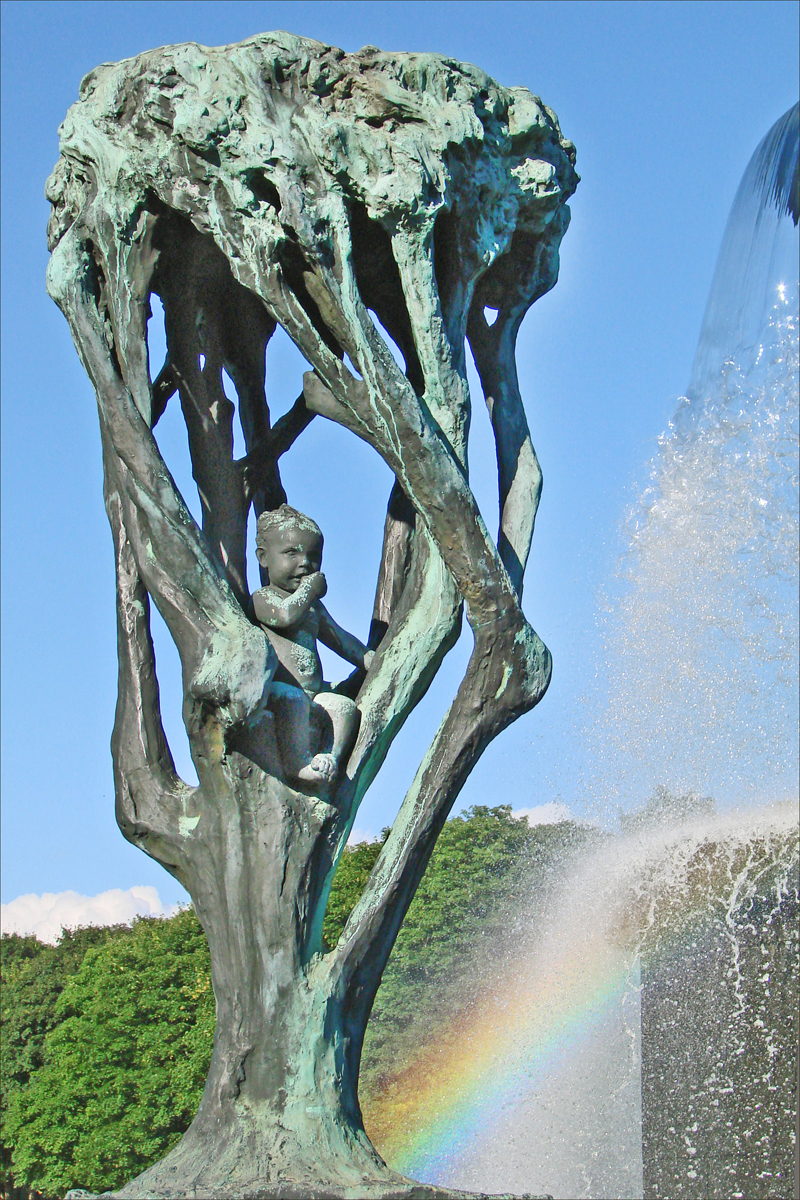
Bébé assis dans l'arbre.
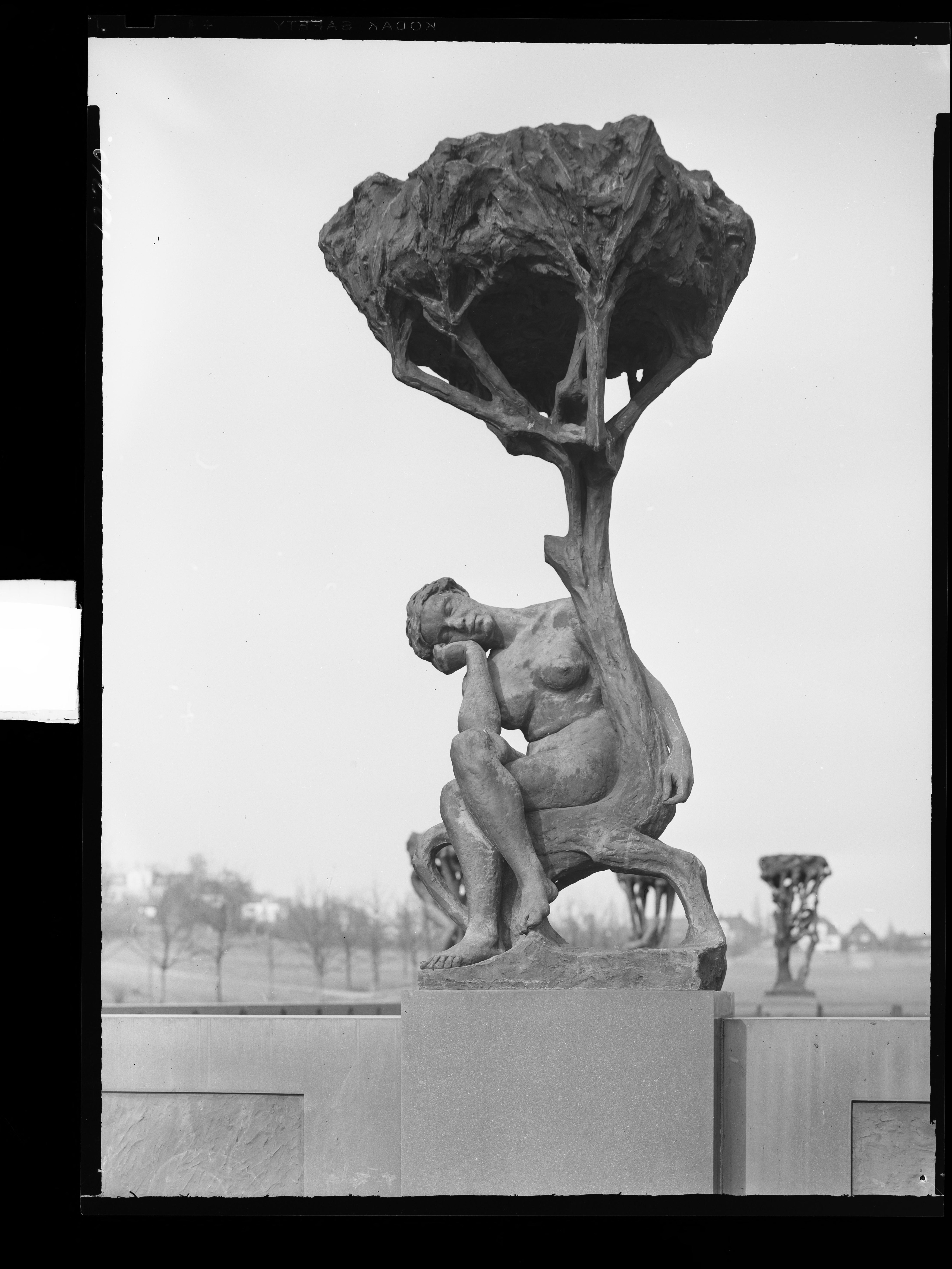
Femme assise sur un arbre.
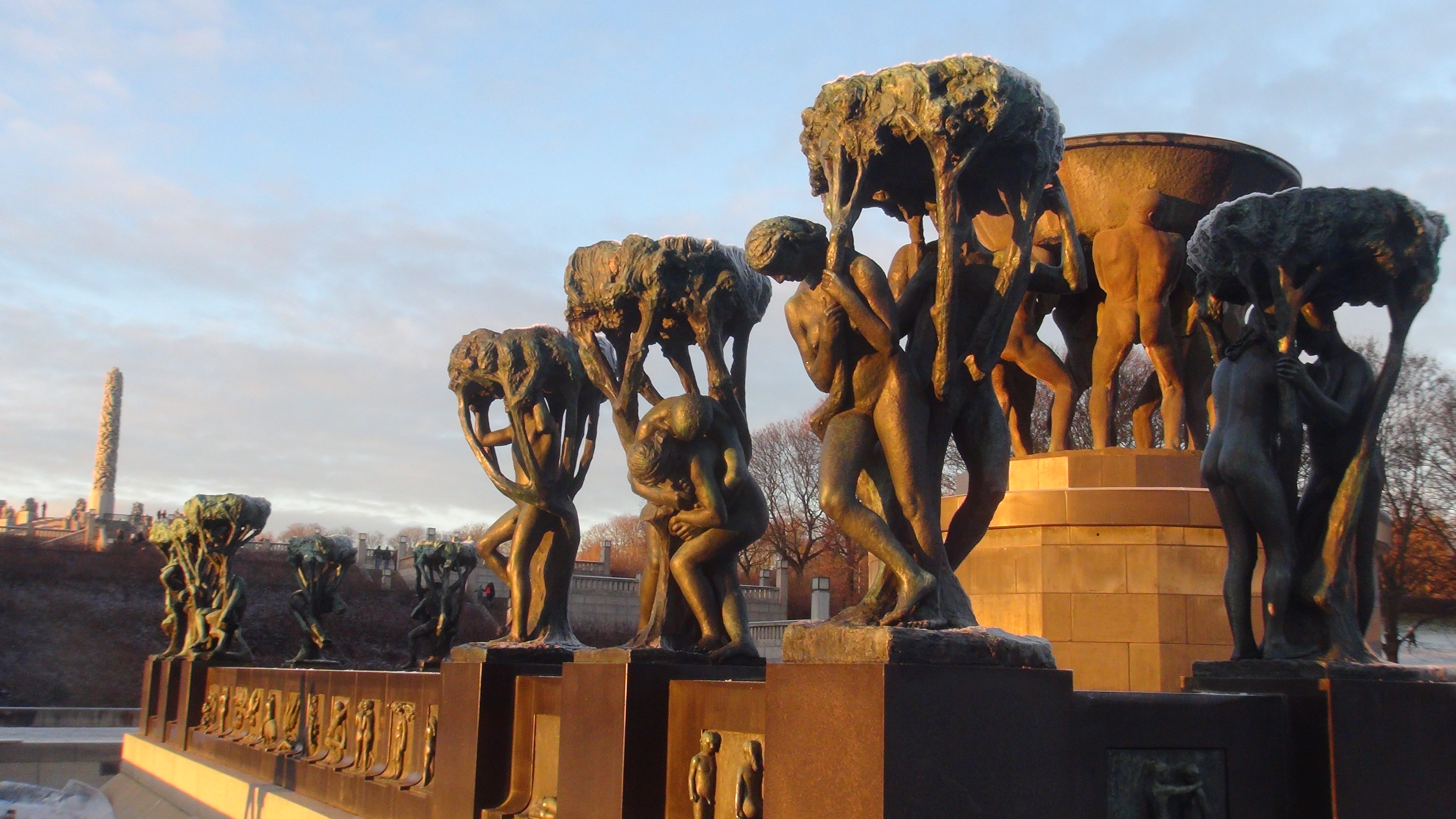
Un des coins de la fontaine.

### Quelques sculptures du plateau du monolithe

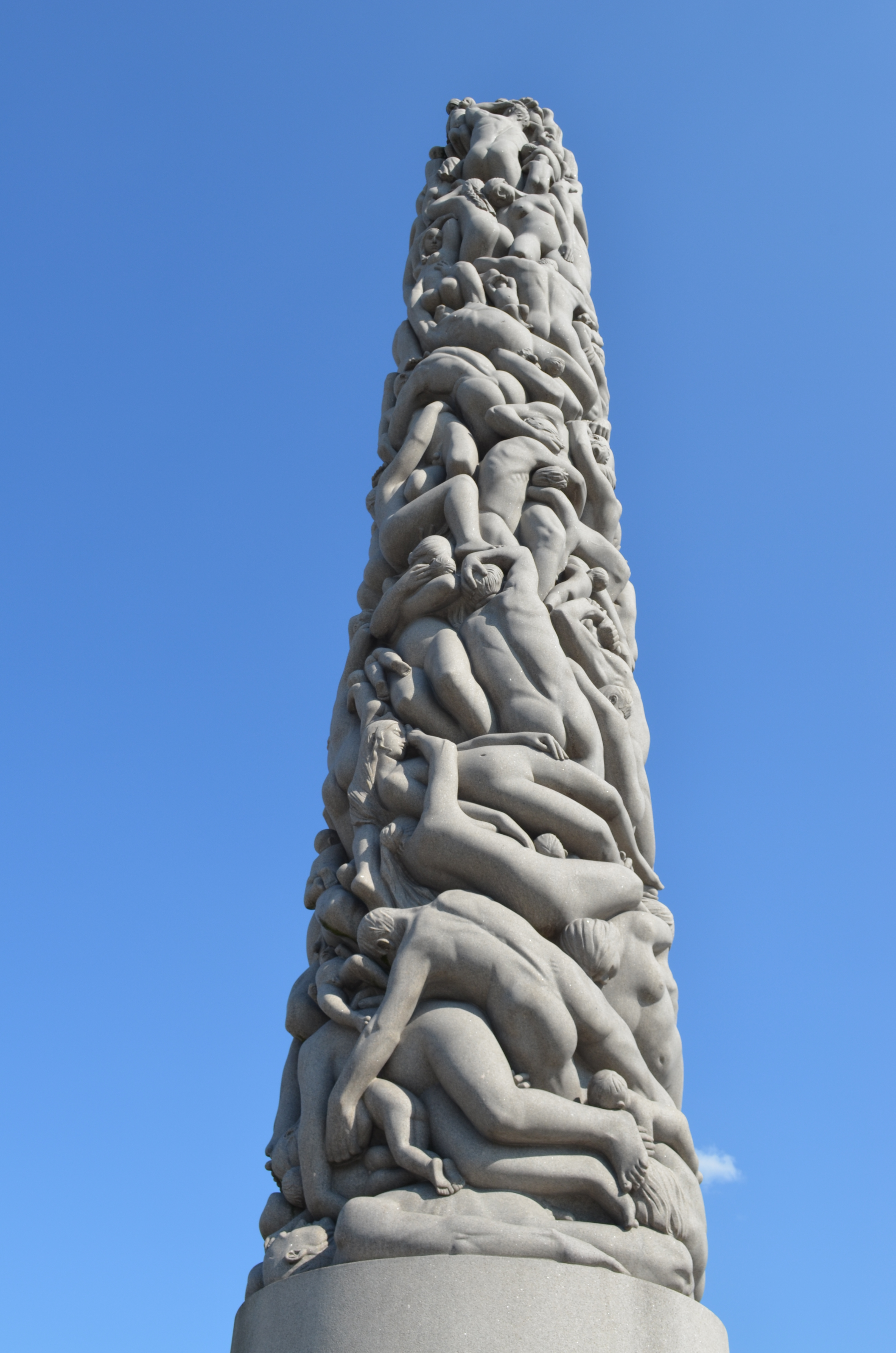
Le monolithe.
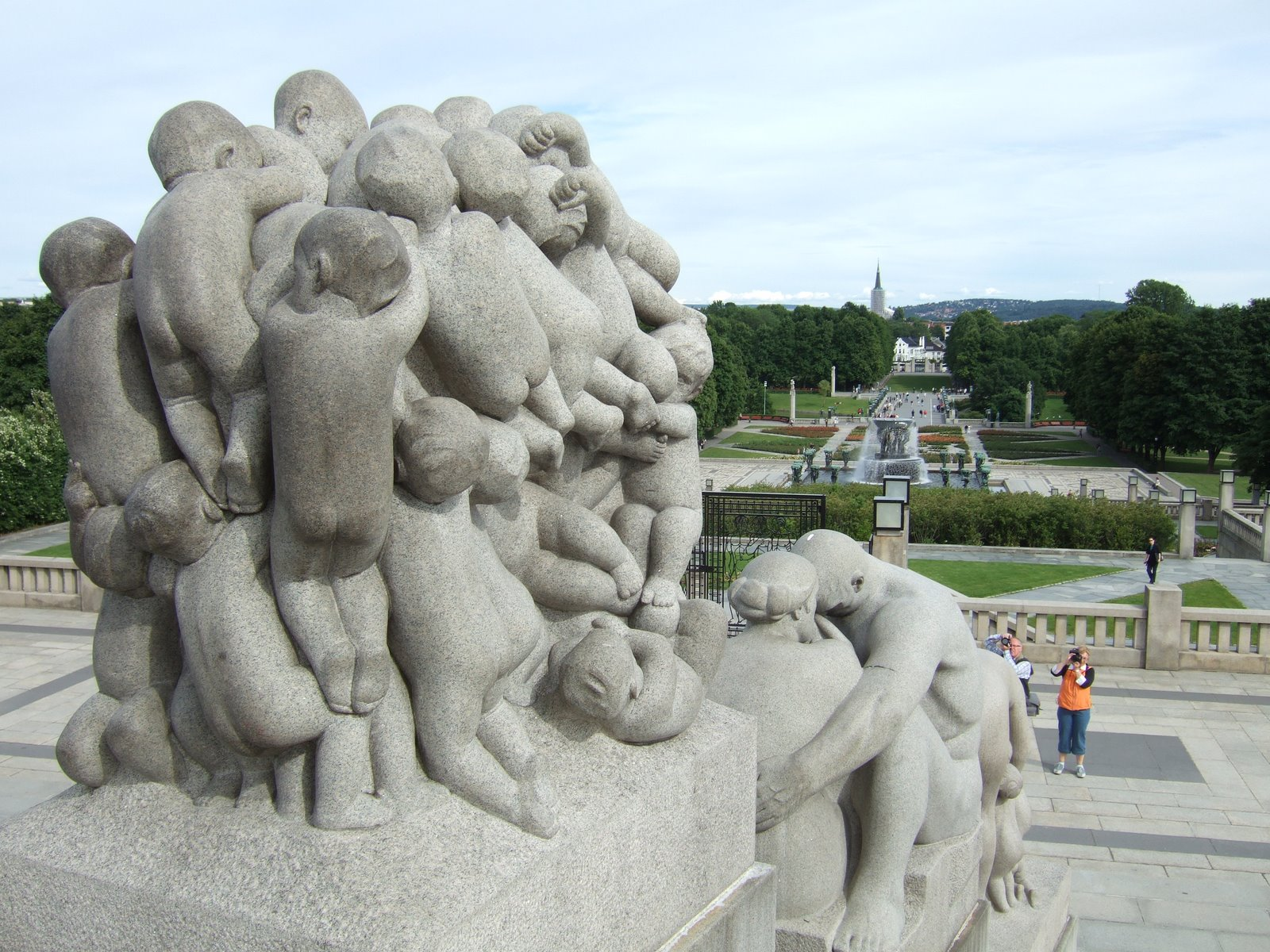
Grappe de bébés.
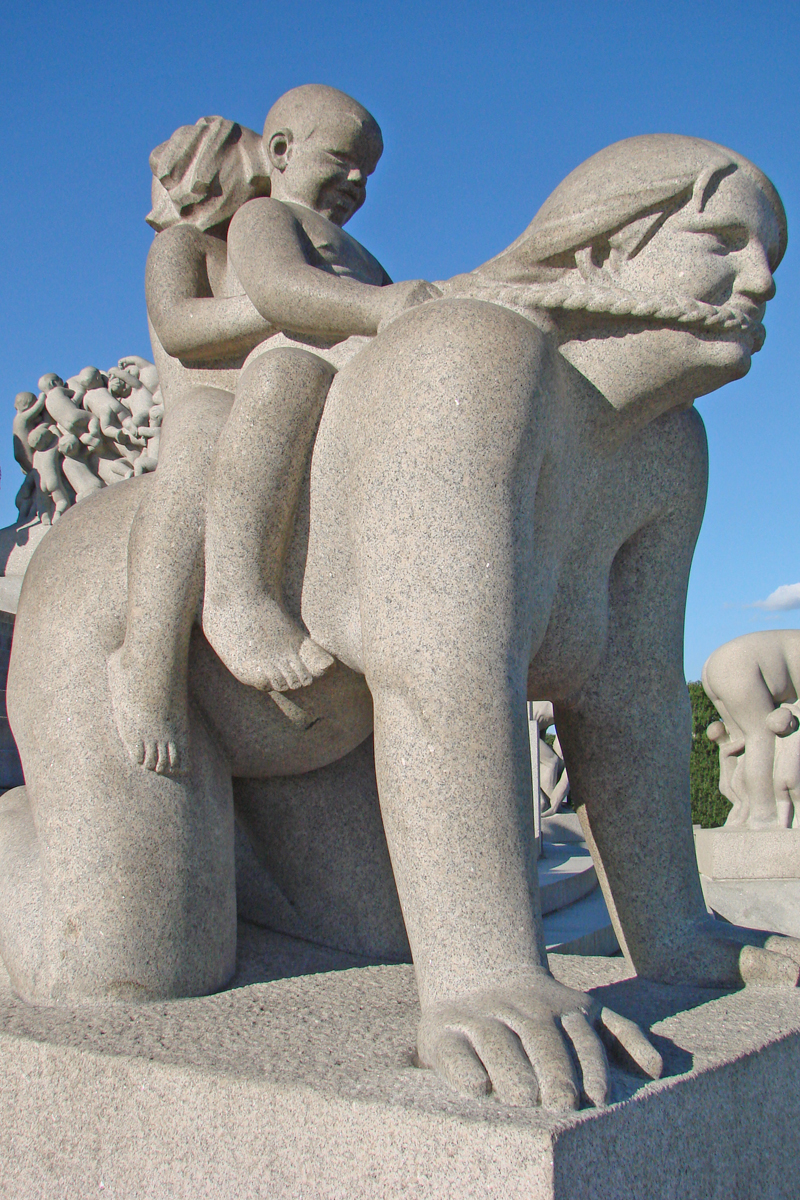
Enfants à cheval sur le dos d'une femme.
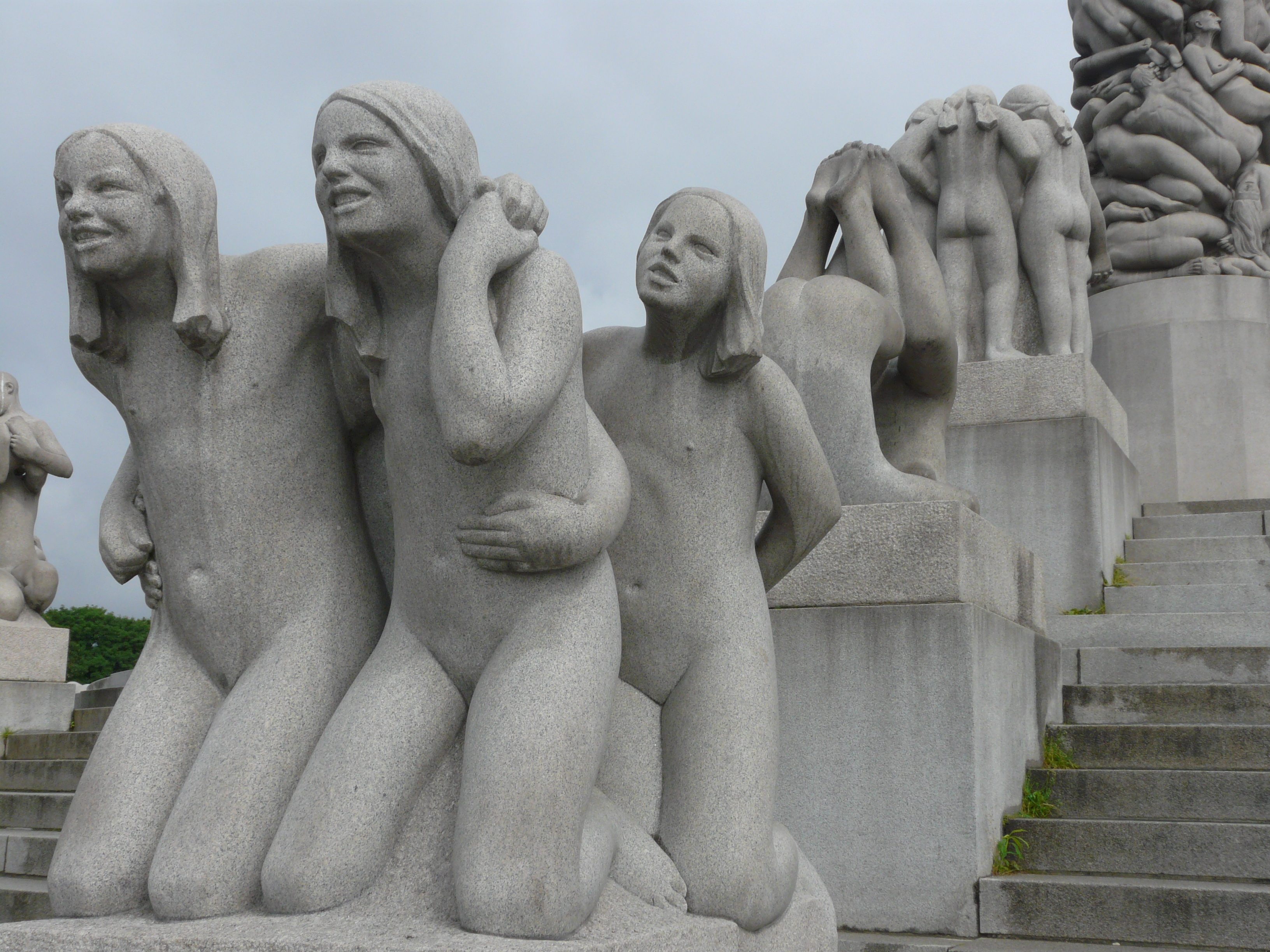
4 fillettes agenouillées.
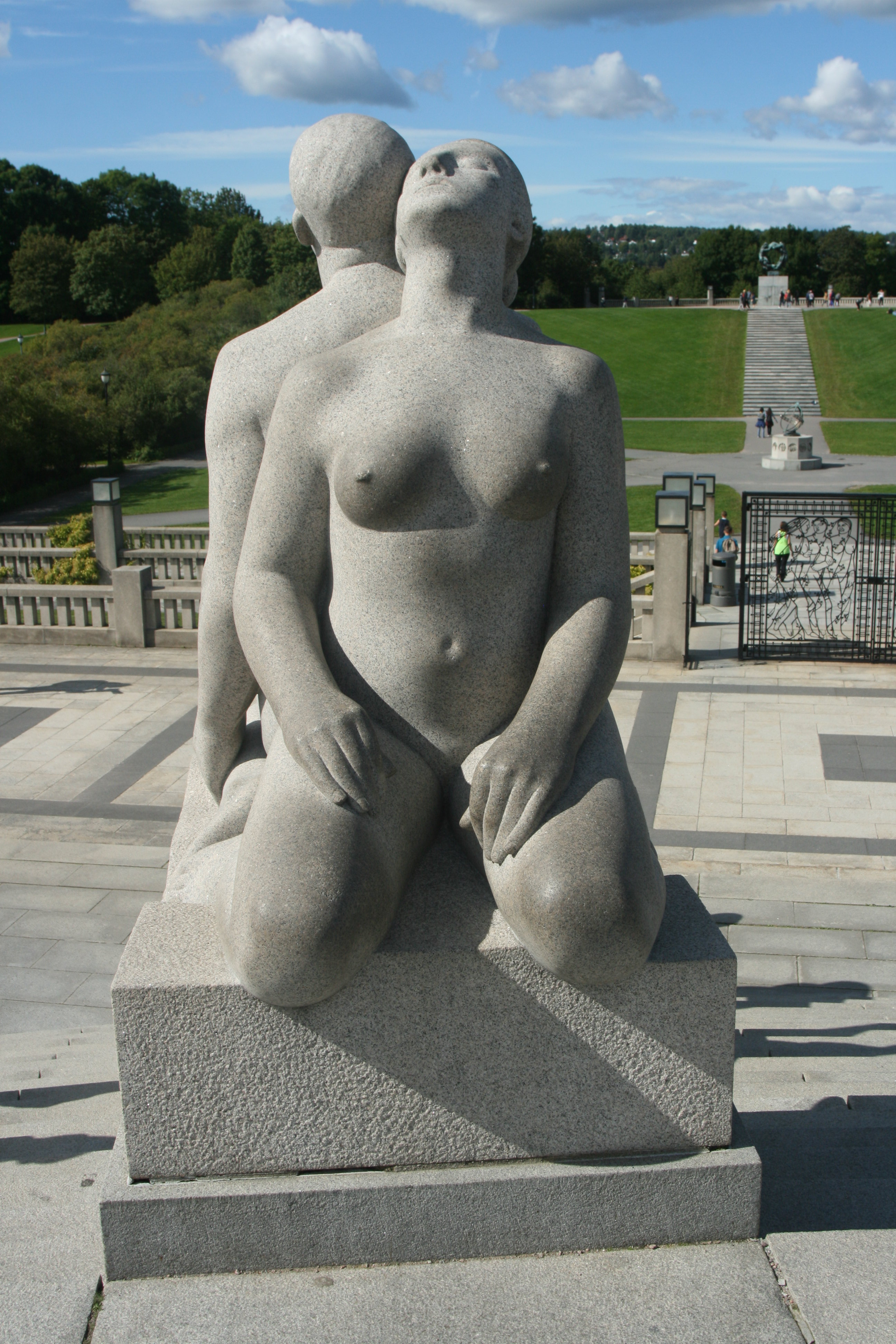
Jeune femme et jeune homme assis dos à dos.
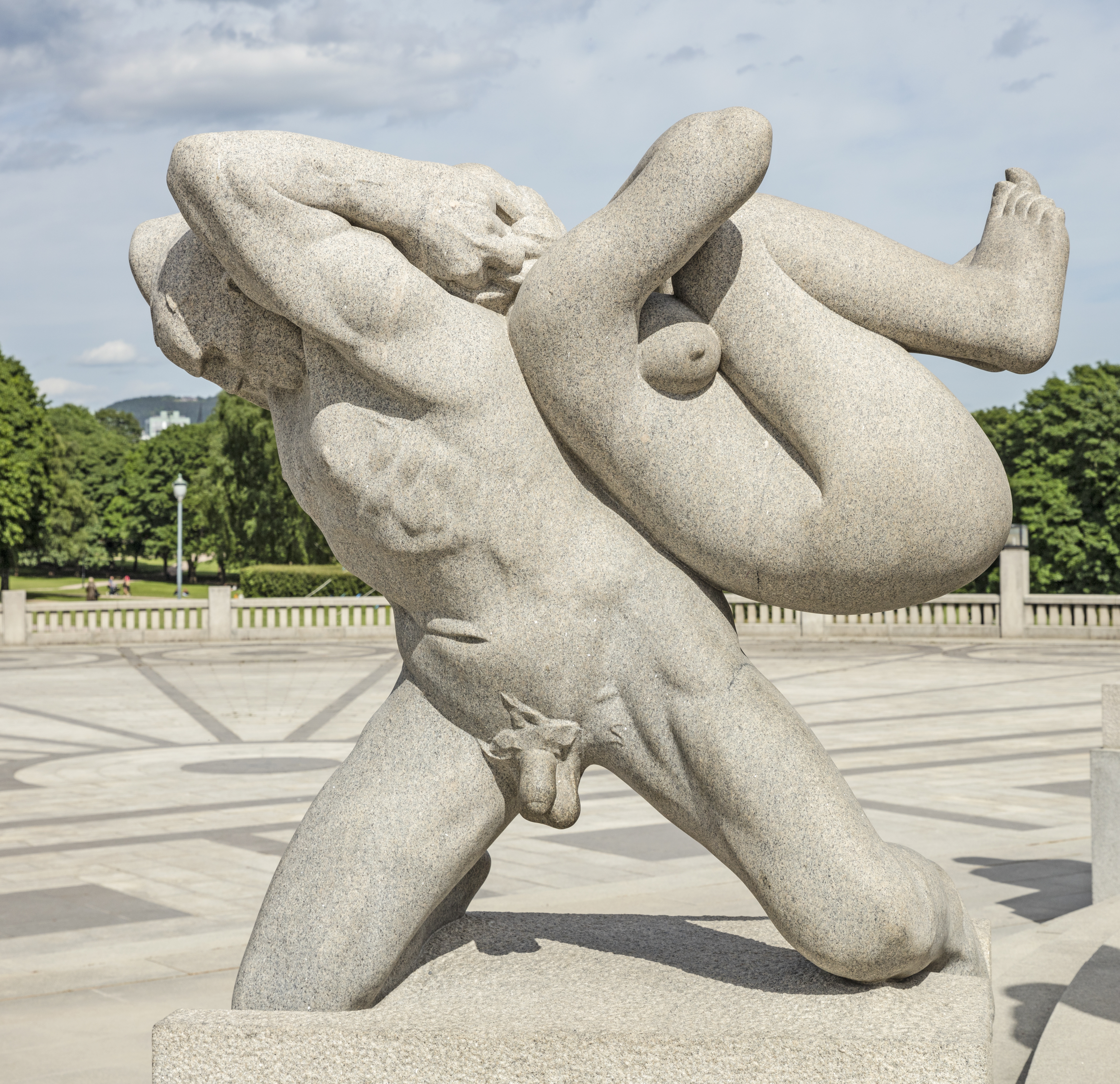
Homme catapultant une femme.
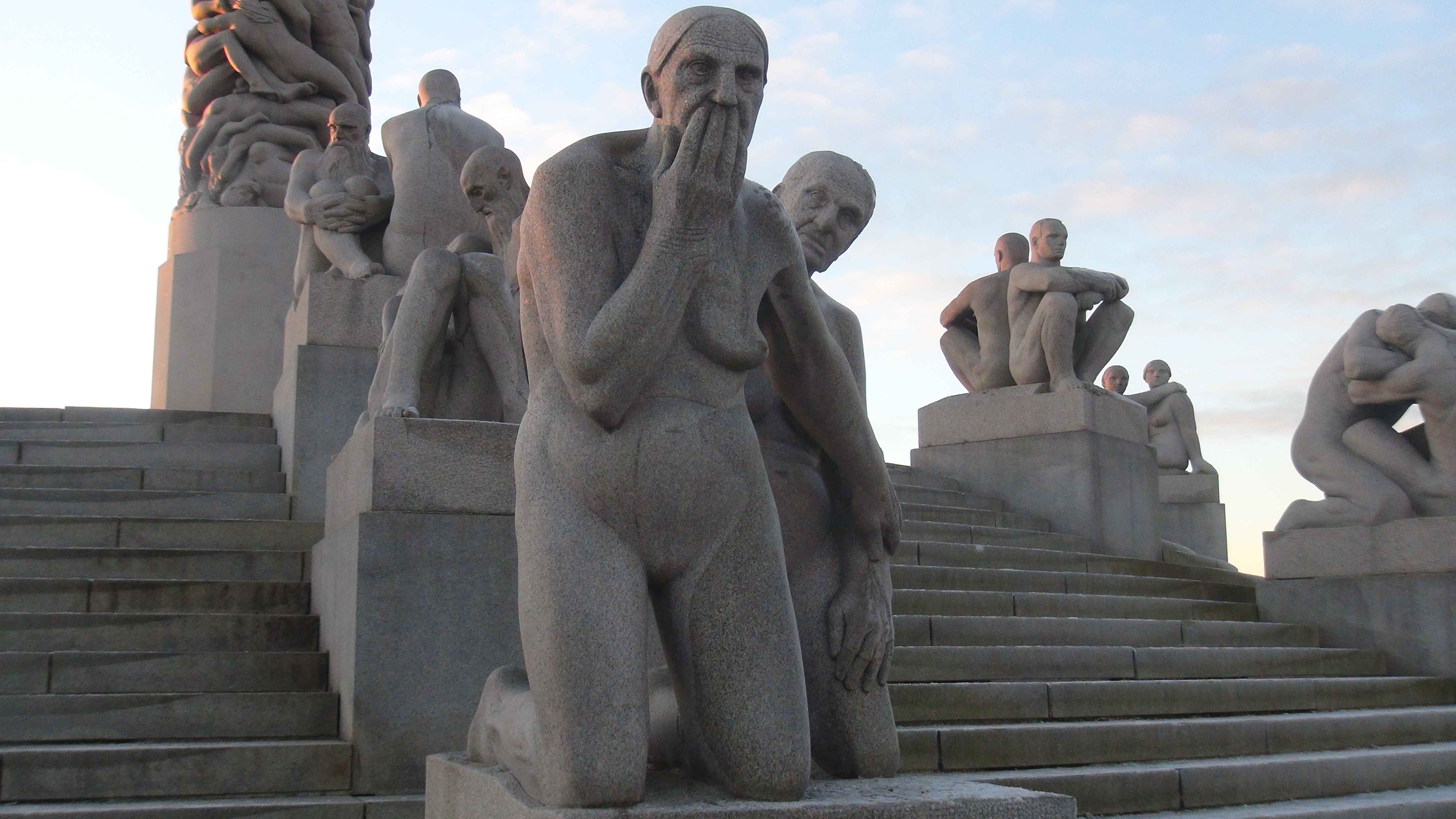
Deux vieilles femmes l'une derrière l'autre.